# El Toro Y
Das El Toro Y ist ein Autobahndreieck in den Vereinigten Staaten. Es befindet sich nach Irvine im Süden des Orange Countys im Bundesstaat Kalifornien. An dem Dreieck zweigt die Interstate 405 als San Diego Freeway von der Interstate 5, die südlich des Dreiecks auch als San Diego Freeway bezeichnet wird und nördlich den Namen Santa Ana Freeway trägt, ab. Das Y leitet sich von der Form des Dreiecks ab.
Im Nordwesten des Dreiecks zwischen den Interstates befindet sich das Irvine Spectrum Center, im Norden die Marine Corps Air Station El Toro.
Mit einem Verkehr von 100.000 bis 350.000 Fahrzeugen pro Tag ist das El Toro Y eine der am stärksten befahrenen Straßen der Welt. Im Jahr 1993 begann das California Department of Transportation mit dem Ausbau des Verkehrssystems im Großraum von Los Angeles. In diesem Projekt wurde auch das El Toro Y ausgebaut und bekam zum Beispiel Sonderfahrspuren wie die HOV-Lanes. Nach vier Jahren Bauzeit wurde der Sortierraum der Interstate 5 südlich des Dreiecks mit bis zu 26 Fahrstreifen auf mehreren Fahrbahnen zu einer der breitesten Straßen der Welt. Des Weiteren wurden mautpflichtige Umgehungsstraßen wie die California State Route 73, die im November 1996 eröffnet wurde, sowie die California State Route 241.